# Бухараев, Раис Гатич
Раис Гатич Бухараев (24 апреля 1929 — 31 июля 2009) — доктор технических наук, доктор физико-математических наук, профессор. Отец поэта и драматурга Равиля Бухараева и преподавателя Казанского (Приволжского) Федерального Университета Наиля Бухараева.

## Биография
Родился 24 апреля 1929 года в городе Томске. В 1947 г. окончил школу № 2 г. Казань и поступил на физико-математический факультет Казанского государственного университета. В 1955 г. защитил кандидатскую диссертацию по теме «Теория поверхностей биаффинного и теория конгруэнций биаксиального пространств». В 1968 г. защитил докторскую диссертацию по теме «Теория конструирования машин для решения задач методом статистического моделирования» (технические науки). В 1981 г. защитил докторскую диссертацию по теме «Представимость языков и словарных функций, многотактных каналов и случайных последовательностей в конечных вероятностных автоматах» (по физико-математическим наукам).
Подготовил 36 кандидатов наук, 6 из которых защитили докторские диссертации.

## Труды
- Р. Г. Бухараев — автор более 130 опубликованных научных работ, в том числе 9 монографий, 10 авторских свидетельств на изобретения. Книга «Основы теории вероятностных автоматов», Москва, Наука, 1985 г., переиздавалась в ФРГ.